# Établissement administratif de l'inspection académique de Chaumont
 (octobre 2024).
La mise en forme du texte ne suit pas les recommandations de Wikipédia : il faut le « wikifier ».
Les points d'amélioration suivants sont les cas les plus fréquents :
- Les titres sont pré-formatés par le logiciel. Ils ne sont ni en capitales, ni en gras.
- Le texte ne doit pas être écrit en capitales (les noms de famille non plus), ni en gras, ni en italique, ni en « petit »…
- Le gras n'est utilisé que pour surligner le titre de l'article dans l'introduction, une seule fois.
- L'italique est rarement utilisé : mots en langue étrangère, titres d'œuvres, noms de bateaux, etc.
- Les citations ne sont pas en italique mais en corps de texte normal. Elles sont entourées par des guillemets français : « et ».
- Les listes à puces sont à éviter, des paragraphes rédigés étant largement préférés. Les tableaux sont à réserver à la présentation de données structurées (résultats, etc.).
- Les appels de note de bas de page (petits chiffres en exposant, introduits par l'outil «  Source ») sont à placer entre la fin de phrase et le point final[comme ça].
- Les liens internes (vers d'autres articles de Wikipédia) sont à choisir avec parcimonie. Créez des liens vers des articles approfondissant le sujet. Les termes génériques sans rapport avec le sujet sont à éviter, ainsi que les répétitions de liens vers un même terme.
- Les liens externes sont à placer uniquement dans une section « Liens externes », à la fin de l'article. Ces liens sont à choisir avec parcimonie suivant les règles définies. Si un lien sert de source à l'article, son insertion dans le texte est à faire par les notes de bas de page.
- La présentation des références doit suivre les conventions bibliographiques. Il est recommandé d'utiliser les modèles {{Ouvrage}}, {{Chapitre}}, {{Article}}, {{Lien web}} et/ou {{Bibliographie}}. Le mode d'édition visuel peut mettre en forme automatiquement les références.
- Insérer une infobox (cadre d'informations à droite) n'est pas obligatoire pour parachever la mise en page.

Pour une aide détaillée, merci de consulter Aide:Wikification.
Si vous pensez que ces points ont été résolus, vous pouvez retirer ce bandeau et améliorer la mise en forme d'un autre article.
L’Établissement administratif de l'inspection académique de Chaumont est un projet architectural conçut par les architectes Simon Rodriguez-Pagès et Pierre Bolze en 1986. Il est inscrit au label « Architecture contemporaine remarquable » du Grand-Est.

## Histoire
Avant 1983, les différents services de l’inspection académique de Chaumont sont dispersés à travers la ville. En décembre de cette année, le ministère achète un large terrain de 6000 mètres carrés à proximité de la préfecture, du conseil général et de la cité administrative. Dès le printemps suivant, le concours est lancé dans le cadre du programme « Opérations exemplaires de qualité architecturale » (OEQA) initié par le président de l’époque François Mitterrand. Le cahier des charges, plutôt contraignant, stipule des études préalables rigoureuses tout en prenant compte de l’avis des usagers dans la création du programme. Celui-ci doit comprendre une partie accessible au public, des bureaux et deux logements de fonction qui doivent être modulables en cas de changement de destination de l’édifice. Un soin particulier doit être apporté au confort des usagers et des utilisateurs. De plus, la nouvelle architecture doit s’insérer dans le paysage urbain tout en se dénotant de son tissu. Le tout, avec une enveloppe budgétaire restreinte. 
Ce sont finalement les architectes Pierre Bolze et Simon Rodriguez-Pagès qui sont retenus en septembre 1984. Quelques modifications au projet initial ont été apportées et de nombreuses concessions ont retardé le début des travaux, qui ne commenceront qu’en mars 1986. Ils s’achèvent en 1988. L’architecture de la nouvelle inspection académique de Chaumont est rapidement saluée par la critique. 
En 1988, les architectes reçoivent le trophée du forum Management de l'espace d’entreprise. Puis, en 2000, cet ensemble architectural reçoit le label « Patrimoines du XXe siècle ». Avec la disparition de ce dernier en 2016, il devient alors label « Architecture contemporaine remarquable » (ACR) et rejoint la collection des édifices labellisés de la région du Grand Est. 

## Description de l’architecture
L'Inspection académique de Chaumont est implantée sur une vaste parcelle irrégulière, au cœur d'un quartier résidentiel dense déjà doté de nombreux équipements. Les architectes ont veillé à préserver le parc et les arbres pour créer un cadre et des vues agréables. Le pigeonnier et le portail de l'ancienne propriété ont également été restaurés.
Le programme comprend trois architectures : une principale pour les bureaux et l'accueil du public, un logement pour l'inspecteur, et un logement pour le gardien. L’édifice principal, sur quatre niveaux, est orienté est-ouest le long du boulevard Gambetta, renforçant son aspect public. Le logement de l'inspecteur, de plain-pied, est situé à l'est et est accessible par une voie privée. Quant à celui du gardien, sur deux niveaux, se trouve dans la cour d'entrée.
L’architecture principale, d'une surface de 2 200 m², se compose d'un volume longitudinal accueillant les bureaux, avec un rez-de-jardin au nord et un rez-de-chaussée au sud. Le volume, plus petit, à l'ouest est dédié à la direction et aux salles de conférence. L'entrée au public se situe au sud, dans un grand hall lumineux grâce aux vastes surfaces vitrées. Le rez-de-chaussée abrite des espaces communs ouverts sur le parc, et les services de l'inspection sont accessibles par différentes coursives et rampes. 
Une attention particulière est portée aux matériaux et techniques utilisés, dans l'esprit d'une « opération exemplaire pour la qualité architecturale ». La structure en béton armé avec un système poteaux-dalles permet d’enlever les charges des façades et donc de les ouvrir largement au sud, pour un éclairement optimal, et au nord, sur le parc. Le béton brut est soigneusement travaillé, avec des soubassements en béton banché irrégulier et une façade lisse marquée par un portique monumental. Les détails, comme les trous de banche agrémentés d'aluminium et les joints creux, apportent un rythme esthétique à l'ensemble. La façade nord se distingue par des panneaux en tôle et des colonnes évoquant des pilotis. La toiture inversée en porte-à-faux sur une ossature métallique d’un aspect léger contraste avec les façades linéaires et massives. À l'intérieur, le béton brut est adouci par des parquets, des moquettes et une coursive en briques apparentes.
Les architectes prennent le contre-pied du courant post-moderniste des années 1980. Au lieu de présenter une architecture colorée, qu’ils jugent « maniéristes », ils proposent un aspect brutaliste et moderniste. Les matériaux sont mis à nu et les éléments techniques font partie du décor de l’ensemble, comme les brise-soleil ou les trous de banche. Certains éléments du projet sont également inspirés des travaux de Le Corbusier, comme les pilotis, le plan libre, le rythme et les façades rideaux. On retrouve une certaine homogénéité dans l'ensemble du projet et sa bonne conservation entrent aussi dans son aspect remarquable.